# Giun đất
Giun đất hay trùn đất là tên thông thường của các thành viên lớn nhất của phân lớp Oligochaeta (thuộc một lớp hoặc phân lớp tùy theo tác giả phân loại) trong ngành Annelida. Chúng có cấu trúc cơ thể ống trong ống, được phân đoạn bên ngoài với phân đoạn bên trong tương ứng và thường có các lông cứng trên tất cả các phân đoạn.
Giun đất thường sống ở những khu vực đất ẩm ướt, ruộng đồng, nương rẫy, đất hoang sơ,... nơi có nhiều mùn hữu cơ và chúng ăn mùn hữu cơ. Các chất hữu cơ này bao gồm chất thực vật, động vật nguyên sinh sống, luân trùng, tuyến trùng, vi khuẩn, nấm và các vi sinh vật khác. Hệ tiêu hóa của giun đất chạy dọc theo chiều dài cơ thể. Chúng có vai trò to lớn đối với ngành nông nghiệp do chúng làm đất tơi xốp và tăng độ phì nhiêu của đất. Giun đất còn là thức ăn cho gia súc và gia cầm.
Chúng là loài động vật không xương sống, thuộc Ngành Giun đốt. Giun đất là các loài lưỡng tính và có một bộ phận đặc trưng gọi là bao sinh dục. Chúng sử dụng bộ phận này trong quá trình giao phối. Sau khi giao phối thành công, bao này sẽ chứa đầy trứng đã thụ tinh và sẽ được giun "tháo" ra, từ đó nở ra thế hệ giun tiếp theo. Giun đất có khả năng phục hồi lại toàn bộ cơ thể đã mất nếu như phần đầu còn nguyên vẹn, nhưng không như mọi người vẫn lầm tưởng, chúng không có khả năng tạo ra các cá thể mới khi bị chia nhỏ thành nhiều đoạn.

## Phân loại trùn đất
Trùn đất (earthworms) là tên gọi chung cho tất cả các loại trùn sinh sống trên địa cầu này. Trên thế giới hiện có khoảng 4.400 loài trùn đất khác nhau đã được định danh. Dựa vào kích thước và tập tính loài, chúng được phân thành 3 nhóm chính:  EPIGEIC (eisenia foetida, eudrilus eugenie (nigerian), perionyx excavatus etc.), ENDOGEIC (pentoscolex sps. eutopeius sps. drawida sps etc.) và ANECEIC (polypheretima elongata, lampito maruti etc.).

## EPEIGEIC (trùn đỏ hay trùn ăn phân):
Gồm các loài như Eisenia foetida, Eudrilus eugenie (nigerian), Perionyx excavatus (trùn quế)…. tập tính ăn của chúng thường là trên bề mặt đất với tất cả các loại chất hữu cơ, xác và chất thải động vật. Chúng phân huỷ chất hữu cơ nhưng không có vai trò cải tạo đất. Chính những tập tính ăn tạp như vậy nên nhóm trùn này thường thì cung cấp đạm rất cao, bên cạnh đó vì chúng thường sống trên bề mặt đất nên tiếp xúc với rất nhiều kẻ thù, vì thế mà trong cơ thể trùn chứa hàm lượng enzym rất cao. Đây là nhóm trùn dùng để làm thức ăn cho gia súc, gia cầm, thủy, hải sản… Bên cạnh đó, ngày nay ở các nước tiên tiến trên thế giới như: Canada, Mỹ, Úc, Nhật…người ta sử dụng nhóm trùn này để xử lý chất thải nông nghiệp và công nghiệp nhằm tránh gây ô nhiễm môi trường.

## ANECEIC (trùn mồi câu hay trùn đào đất):
Gồm các loài như Lumbricus, Polypheretima elongata, Lampito maruti…. Chúng sống theo hàng thẳng đứng trong lòng đất, có khi đào hang sâu trong lòng đất cả 3m. Chúng ăn cả chất hữu cơ và khoáng chất trong đất, sau đó thải phân trên khắp hang chúng đi. Vào ban đêm chúng lên trên mặt đất để ăn và bắt cặp, chúng có quai hàm rất lớn và nghiền nát tất cả các chất thải hữu cơ. Vì thế chúng rất có lợi cho việc cải tạo đất, bên cạnh đó, vì nhóm trùn này rất lớn nên người ta còn sử dụng làm mồi câu cá.

## Endogenic (trùn ăn khoáng):
Gồm các loài như Pentoscolex sps. Eutopeius sps. Drawida sps… Đây là giống trùn có tập tính ăn các khoáng chất trong đất hơn là chất hữu cơ, chúng di chuyển hàng ngang trong đất vì thế chúng không có tác dụng trong phân hủy chất hữu cơ và thường xuyên di chuyển từ nơi này đến nơi khác. Giống trùn này cũng dùng để xử lý đất nhưng không tốt bằng Aneceic.

## Các giống giun đất tại Việt Nam
Ở Việt Nam, theo Trung tâm nghiên cứu động vật đất (Trường Đại học Sư phạm Hà Nội) thì chúng ta đã tìm ra trên 170 loài. Chúng phân bố rất rộng và có nhiều đặc tính khác nhau. Một số loài sống trong nước, còn đa số sống ở những nơi đất ẩm hoặc những chỗ có thảm thực vật dày. Có những loài rất nhỏ, cơ thể chỉ nặng khoảng 10 mg. Trong lúc đó, ở Australia có loài trùn đất khổng lồ dài tới 1,4m và nặng gần nửa cân! Tuy nhiên, điều mà bà con ta quan tâm nhất là nên nuôi loài nào.
Vào những ngày mưa to hoặc những hôm trở trời, thường thấy có những con giun (trùn) lớn bò lên mặt đất. Chúng to bằng ngón tay út và dài như chiếc đũa. Đây là các bác “thợ cày” rất quý của chúng ta. Người ta gọi đó là giun khoang. Suốt ngày chúng đào bới trong đất để kiếm thức ăn. Hoạt động làm cho đất tơi xốp tạo nhiều biến đổi có lợi cho cây trồng. Cơ thể giun là một ống tròn, một đầu là miệng và đầu kia là hậu môn. Chúng ngoạm đất vào miệng rồi nuốt chửng. Khi đi qua ống tiêu hóa, các chất hữu cơ, chất mùn sẽ được chúng đồng hóa, hấp thụ. Sau đó, các chất còn lại sẽ bị tống ra ngoài qua hậu môn. Đó là phân giun (phân trùn – vermicast). Phân giun là một loại đất rất tốt. Chúng tơi xốp và giữ được ẩm. Mặt khác, các dạng phân lân và phân kali khó tiêu, sau khi đi qua bụng giun đã trở thành những dạng dễ tiêu mà cây hấp thụ được. Tuy nhiên, loài giun này chưa phải là đối tượng để nuôi. Các loài giun đất dùng để nuôi phải có hàm lượng đạm cao, có tốc độ sinh trưởng nhanh, sống được trong những điều kiện chật hẹp và mau chóng thích nghi với những môi trường mới.
Trong hàng nghìn loài giun, người ta chỉ tìm được 6 – 7 loài nên nuôi. Mỗi nước lại thích nuôi một loài riêng. Tuy nhiên, loài giun quế hay còn gọi là giun đỏ (Perionyx escavatus) được nhiều nơi ưa nuôi. Ở nước ta cũng khuyến khích nên nuôi loài giun này bởi những lợi ích lớn lao mà chúng mạng lại.

## Di chuyển
Quá trình đi chuyển của giun đất gồm 3 bước:
1. Thu mình làm phồng đoạn đầu, thun đoạn đuôi.
2. Giun chuẩn bị bò.
3. Dùng toàn thân và vòng tơ làm chỗ dựa, vươn đầu về phía trước.

## Dinh dưỡng
Giun đất ăn vụn thực vật và mùn đất. Hệ tiêu hoá chia làm nhiều phần, thức ăn lấy từ miệng, chứa ở diều, nghiền nhỏ ở dạ dày cơ, được tiêu hoá nhờ enzim tiết ra từ ruột tịt và hấp thu qua thành ruột.
Sự trao đổi khí (hô hấp) được thực hiện qua da.

## Lợi ích
Giun đất có tác dụng đào bới làm xốp đất. Phân giun đất là thứ phân bón sạch, rất tốt cho thực vật. Giun còn là phương tiện xử lí rác làm sạch môi trường. Giun đất có thể ăn vì nó có 70 phần trăm là đạm. Người Māori ở New Zealand có món ăn truyền thống từ giun đất có tên Noke. Giun đất có thể làm thuốc chữa bệnh.
Chúng còn có thể làm thức ăn cho gia súc, gia cầm. Chúng cho đất loại phân tốt.